# 死難者樹林
死難者樹林（西班牙文：Bosque del Recuerdo，直译为纪念树林，原名Bosque de los Ausentes，直譯為逝者之林），為一座位於西班牙馬德里的紀念性地点。悼念發生於2004年3月11日馬德里車站大爆炸中191位罹難者，及2004年4月3日因七名上述爆炸案嫌疑犯引爆炸藥自杀而陣亡的1位特種部隊成員。

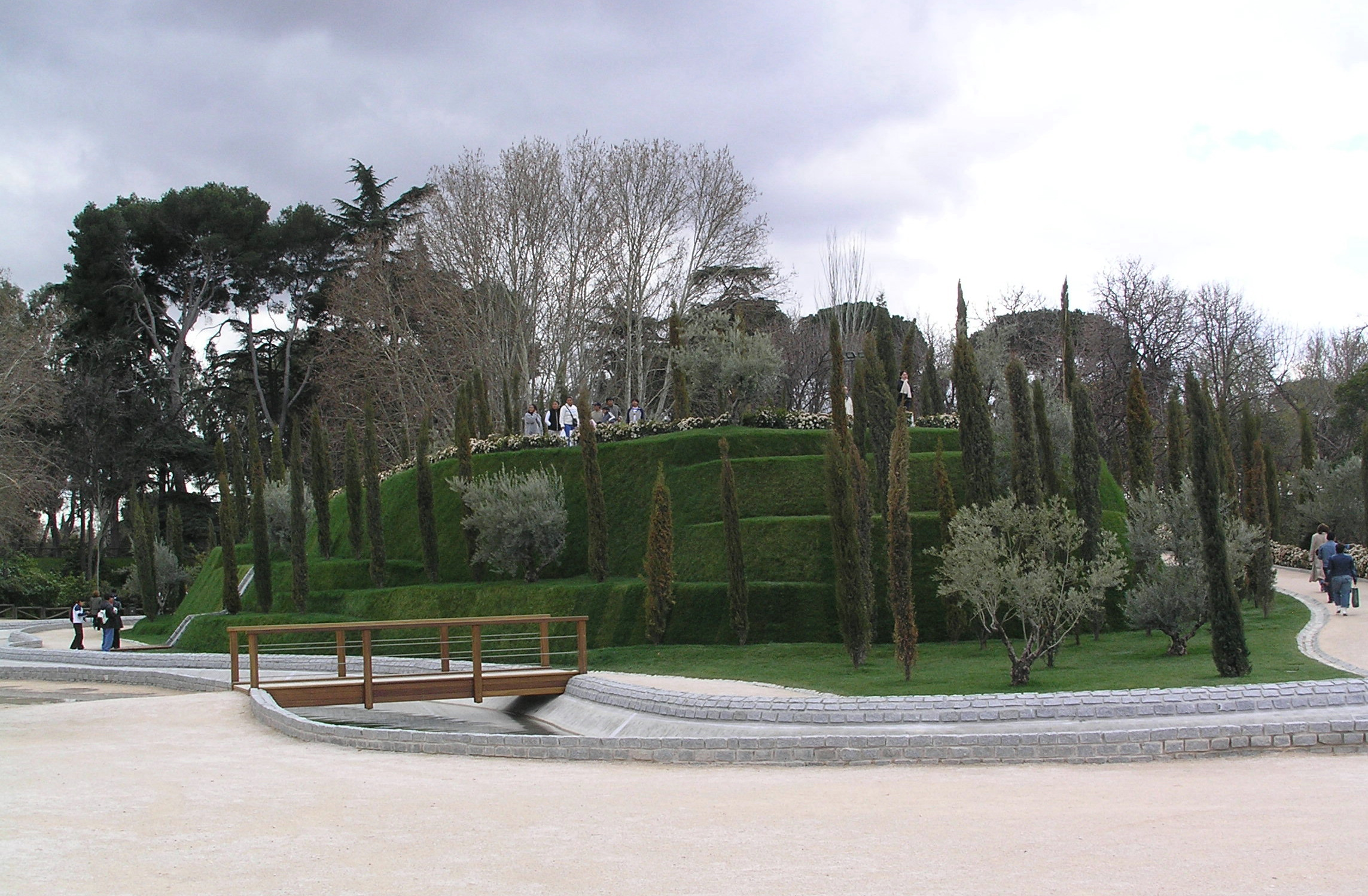
死難者樹林

该建筑物座落于马德里阿托查车站（Estación de Atocha）附近El Retiro公園內的一座小山丘上，而此站正是当年悲剧的发生地点之一。全林占地118公顷，由192棵树（22棵橄榄树170棵柏树）组成。每一棵树木代表着一位罹难者，被代表着生命的人工水渠环绕。
这片树林最初被置于阿多查街区的中心广场上，原本是作王子菲利普与王妃莱蒂西亚婚礼仪式队伍的装饰之用。爆炸案发生以后，议会决定在附近的El Retiro公園内将其规划后重建。

## 落成典礼
西班牙国王胡安·卡洛斯一世与索非亚王后参加了于2005年3月11日爆炸发生一周年纪念日举行的落成典礼。他们第一个献上了月桂树叶装饰的白色花环。花环上的两条系带一条写着“纪念所有在恐怖袭击中的死难者”，另一条则为象征国家的红黄双色带。应死难者家属要求，典礼上未有任何演講，僅由一位17岁大提琴手演奏了卡萨尔斯的提琴曲《飞鸟之歌》（El cant dels ocells）。
参加典礼的还有阿斯图里亚斯王子菲利普、王妃莱蒂西亚，西班牙首相萨帕特罗，西班牙各政党代表以及其它世界各国的國家元首，包括：
- 联合国秘书长科菲·安南
- 摩洛哥国王穆罕默德六世
- 阿富汗总统哈米德·卡尔扎伊
- 塞内加尔总统阿卜杜拉耶·瓦德
- 毛里塔尼亚总统马维亚·锡德·艾哈迈德·塔亚
- 葡萄牙总统阿尼巴爾·卡瓦科·席爾瓦
- 卢森堡亨利大公
- 欧盟外交与安全政策代表哈维尔·索拉纳
- 欧洲议会主席博雷利

死难者所属的其它16国大使或代表也参加了典礼。